# Вахански коридор
Коридорът Вахан e най-източната част от Афганистан в планината Памир, провинция Бадахшан.
Представлява тясна полоса земя, удобна за пряка високопланинска връзка между Афганистан и Китай.
Дълъг е 210 км и широк между 20 и 60 км. Създаден е като буферна зона между Русия и Британска Индия през 1893 г. Като пряк път не е използван над 100 г.
През 2005 г. проходът е населяван от общо 9000 вахи и 1800 киргизи. Преди това голяма част (80 %) от живелите там 5000 вахански киргизи се изселват в Източен Анадол в с. Улупамир край езерото Ван под ръководството на Рахман Кул през 1983 г.
Памир достига най-големи височини в този район. Сред екстремалните алпинисти и пешеходни туристи от ОНД е станал популярно място след 2000 г.